# Hans Kohnert
Pour les articles homonymes, voir Kohnert.
Hans « Johannes » Kohnert (né le 15 novembre 1887 à Geestemünde et décédé le 10 janvier 1967 à Bremerhaven) est un entrepreneur allemand, fabricant, président de la chambre de commerce de Bremerhaven, sénateur et Wehrwirtschaftsführer. Après la guerre, il s'est concentré sur des activités politiques et honorifiques professionnelles et était peintre et mécène.

## Biographie

### Jeunesse et vie privée
Hans « Johannes » Kohnert (nom de famille d'origine Kohn), fils de Franz Kohn (23 décembre 1857 — 24 septembre 1909) et de son épouse Johanna, née Gehrels (24 décembre 1862 — 24 décembre 1925), est né le 15 novembre 1887 à Geestemünde (Bremerhaven). Les ancêtres étaient des capitaines et des propriétaires de bateau à voiles qui ont amené des émigrants de Brake et Bremerhaven en Amérique du Nord au XIXe siècle et se sont livrés au commerce outre-mer sur le chemin du retour via les Caraïbes. Avec l'avènement des bateaux à vapeur au milieu des années 1850, l'entreprise est devenue non rentable. Le grand-père de Hans Kohn s'est installé et a acheté une société d'importation de bois.
Hans Kohn a d'abord étudié la peinture d'art à l’académie des beaux-arts à Weimar. Après la mort prématurée de son père (1909), Hans interrompt ses études d'art à l'âge de 22 ans pour succéder à l'entreprise paternelle, l'entreprise d'importation de bois Pundt & Kohn (P & K). Il fait de l'entreprise l'une des plus importantes et des plus anciennes de cette branche de la Basse-Weser jusqu'à la Seconde Guerre mondiale et la dirige jusqu'à sa mort en 1967.
Hans Kohn s'est marié en le 16 octobre 1912 avec Maria, née Müller (16 juin 1890 — 3 novembre 1945), avec qui il a eu deux enfants (Franz et Hanne-Marie). Il divorce au milieu des années 1930. Dans son deuxième mariage en 1939, marié à Ingeborg Kohnert, née Riedemann (* 15 janvier 1911; † 25 janvier 1990) Hans Kohnert a eu un autre enfant (Johanna). En raison des hostilités sous le régime national-socialiste en raison de son nom de famille à consonance juive (Kohn / Cohn, Hans Kohnert a demandé un changement de nom en « Kohnert » pour lui-même et sa famille ainsi que pour ses entreprises, ce qui a été approuvé par le ministre le 14 août 1937.

### Contribution
L'entreprise d'importation et de transformation du bois Pundt & Kohn (y compris une usine de rabotage) fondée par son grand-père en 1863 à Geestemünde, plus tard Wesermünde / Bremerhaven, l'une des plus grandes de la Basse Weser, a connu son apogée sous Hans Kohn(ert). Pendant la Seconde Guerre mondiale, l'usine, l'entrepôt de bois sur la rivière Geeste, le port de bois, le vieux port, ainsi que les immeubles de bureaux et d'habitation dans la Schönianstrasse et Borriesstrasse ont été détruits par les bombardiers alliés pendant la nuit du bombardement de Bremerhaven (18 septembre 1944).
L'entreprise n'a jamais pu se remettre de la destruction de l'après-guerre. Après la mort de son frère Gerhard Kohnert en 1962, Hans Kohnert a repris la Meller Möbelfabrik (MMM) , que Gerhard avait fondée en 1909 à Melle près d'Osnabrück. Après la guerre, cette dernière était déjà étroitement liée à la société d'importation de bois (P & K) par un accord de transfert de bénéfices (1956-1966), ce qui a contribué au fait que les investissements et modernisations nécessaires à MMM n'ont pas été réalisés. En 1966, pour éviter la faillite, MMM est vendue par Hans Kohnert aux principaux créanciers. En janvier 1975, le MMM est définitivement mis en faillite par ses nouveaux propriétaires.

### Carrière

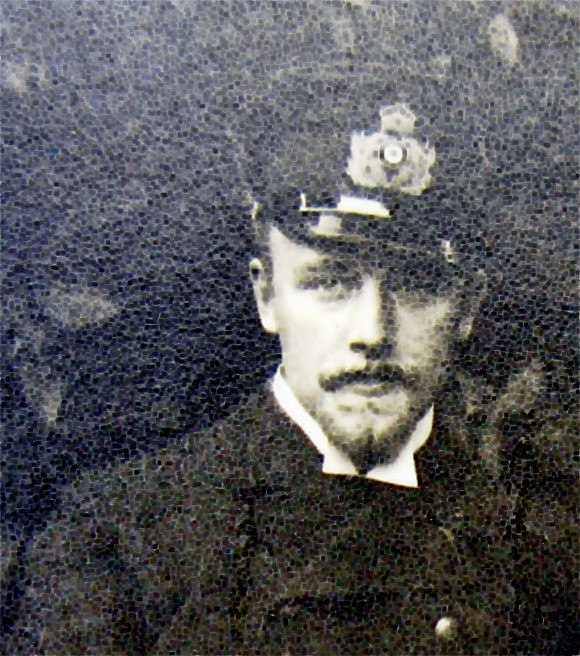
Hans Kohn, officier de la marine impériale allemande, 1915

En plus de ses activités entrepreneuriales, Hans Kohnert s'est fait connaître au-delà des frontières locales pour son travail politique et bénévole professionnel. Par exemple, Hans Kohnert a été membre des conseils de surveillance de Bremer Landesbank, Kreditanstalt Oldenburg et Geestemünder Bank (1941-1967 ; président : 1951-1967).
Pendant la Première Guerre mondiale, Hans Kohn a servi comme officier de marine dans le III. Artillerie de marin, (appartenant principalement à la Weser Fort Brinkamahof II près de Weddewarden / Imsum. Le fort a été constamment habité pendant la Première Guerre mondiale, mais - comme tous les forts de la Basse Weser - n'a jamais participé à des opérations de combat. Au cours de la dernière année de la guerre 1917-1918, le lieutenant Kohn prend la relève en tant que commandant de compagnie et participe à la troisième bataille des Flandres contre les Alliés en Flandre, Belgique, d'août 1917 à février 1918.
À l'occasion du soulèvement des marins à Bremerhaven en novembre 1918, Hans Kohn se retire momentanément de la vie publique et se consacre à la peinture. Que son œuvre n'a pas encore été incluse dans le canon des artistes locaux de Bremerhaven et des environs comme Klaus Bemmer ou Paul Ernst Wilke est probablement dû au fait que les peintures appartiennent presque exclusivement à des particuliers ou ont été détruites par les effets de la guerre.
Pour Hans Kohnert, le principe directeur qui a également façonné les actions de son père s'appliquait : un homme d'affaires ne doit pas seulement penser à son entreprise et gagner de l'argent, il doit également assumer une responsabilité pour le bien commun. Son père avait été sénateur à Geestemünde de 1898 jusqu'à sa mort. Quinze ans plus tard, Hans Kohnert portait le même titre. Le 1er décembre 1924, il devint membre honoraire non rémunéré du magistrat de Wesermünde (Bremerhaven) pour la « bourgeoise locale » et occupa ce poste jusqu'en 1929.

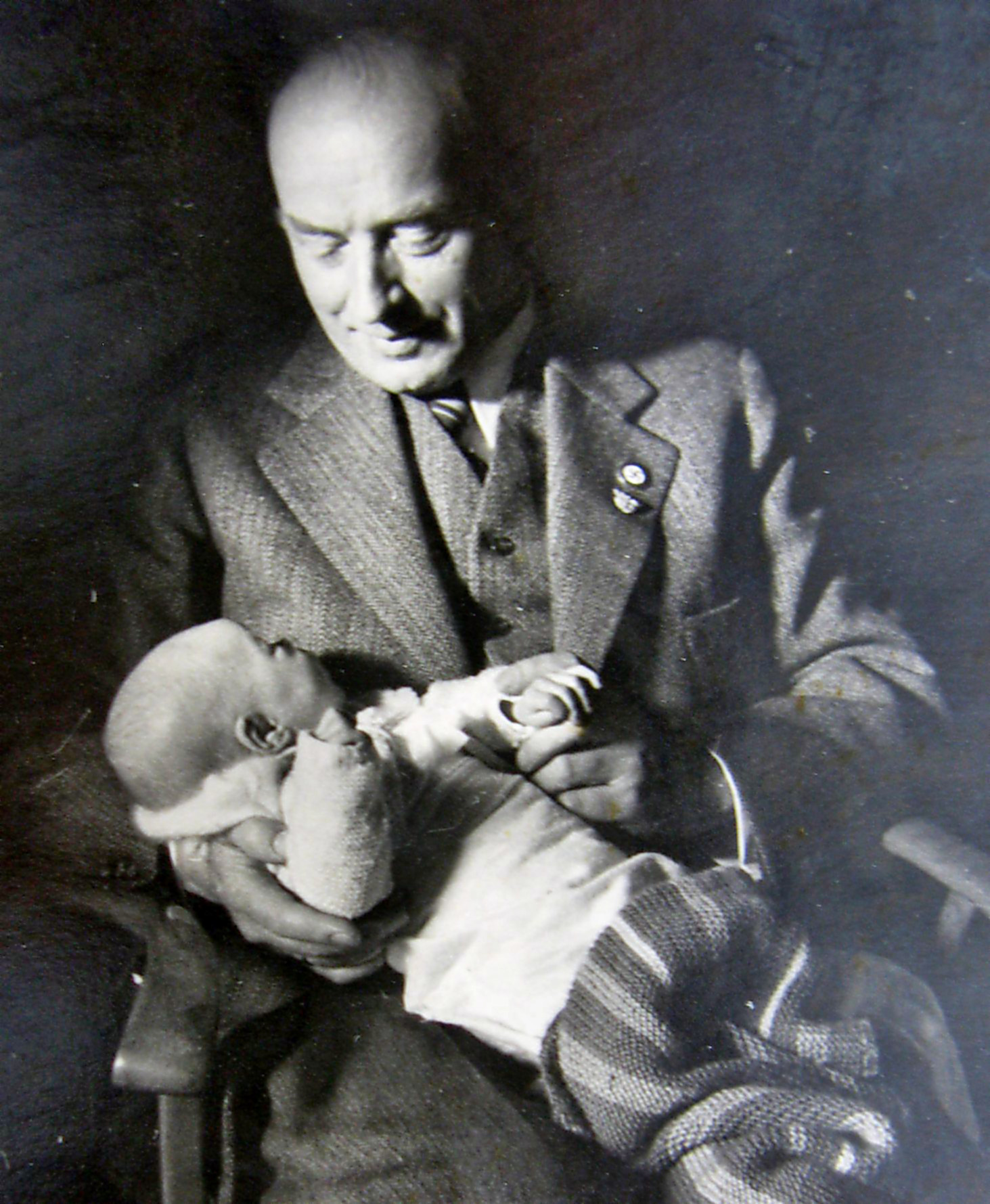
Hans Kohnert lors du baptême de sa première petite-fille avec Insigne d'honneur en or du NSDAP et Wehrwirtschaftsführer pin's, mars 1944

Après la prise du pouvoir par les nationaux-socialistes (1933), Hans Kohn se présente à la présidence de la Chambre de commerce et d'industrie de Bremerhaven (IHK) et est élu contre les voix du NSDAP. En 1938, il rejoint le NSDAP (rétrospectivement à partir de 1937). Selon ses propres déclarations, cela s'est produit sous la pression du juge Nazi (Gaurichter) Gravenhorst et pour protéger l'IHK de nouvelles attaques du NSDAP. De 1933 à 1945, Hans Kohn(ert) a été président de la Chambre de commerce de Bremerhaven. De 1943 à 1945, il a également été nommé Wehrwirtschaftsführer et président de la nouvelle chambre de commerce de la province (GWK) Hanovre-Est. « Pour ses efforts fructueux pour protéger la Chambre de l'accès de l'État, Kohnert a été nommé président honoraire de l'IHK en 1951. » Après la fin de la Seconde Guerre mondiale, la puissance occupante américaine a imposé à Hans Kohnert une interdiction professionnelle de deux ans et a temporairement confisqué ses actifs commerciaux. Pendant ce temps, il a vécu dans une maison de fortune à Drangstedt parce que sa villa de Geestemünde avait été détruite lors du bombardement de 1944, et il se consacra à nouveau à la peinture.
Hans Kohnert reprit l'importation de bois en 1948 et devint en 1951 président du conseil de surveillance de la Geestemünder Bank, dont il était membre depuis 1941. Il participa aux événements politiques et sociaux, quoique plus en retrait. Ainsi, il a présidé les sociétés pour la promotion de la reconstruction du théâtre de la ville et la construction des bains de la ville. La mort de Kohnert a également signifié une grande perte pour la Congrégation protestante unie à l'église commémorative du maire Smidt , qui l'a nommé à leur conseil d'église en 1949. Il y appartenait depuis 1950 aux trois bâtisseurs. Hans Kohnert a représenté sa congrégation au Congrès de l'Église de Brême de 1951 à 1964, et les deux villes portuaires de Bremerhaven et Vegesack au comité de l'église en tant qu'organe suprême de 1954 à 1964. Dans les années 1920, Kohnert a prouvé son attitude sociale lorsqu'il a présidé la colonie de vacances Geestemünde. Cette association de citoyens aisés de Geestemünde souhaitait permettre aux écoliers ayant besoin de se reposer d'avoir des vacances gratuites et a acquis à cet effet le camp scolaire de Bederkesa.

## Distinction
- Président honoraire de la Chambre de commerce et d'industrie de Bremerhaven de 1951
- Parrain et membre (honoraire) du ‘Heimatbund’ (association  pour la patrie) des 'Männer vom Morgenstern', l'une des plus importantes fédérations pour la patrie de Basse-Saxe et de Brême à l'embouchure de la Weser et de l'Elbe, basé à Weddewarden (Bremerhaven).

## Galerie

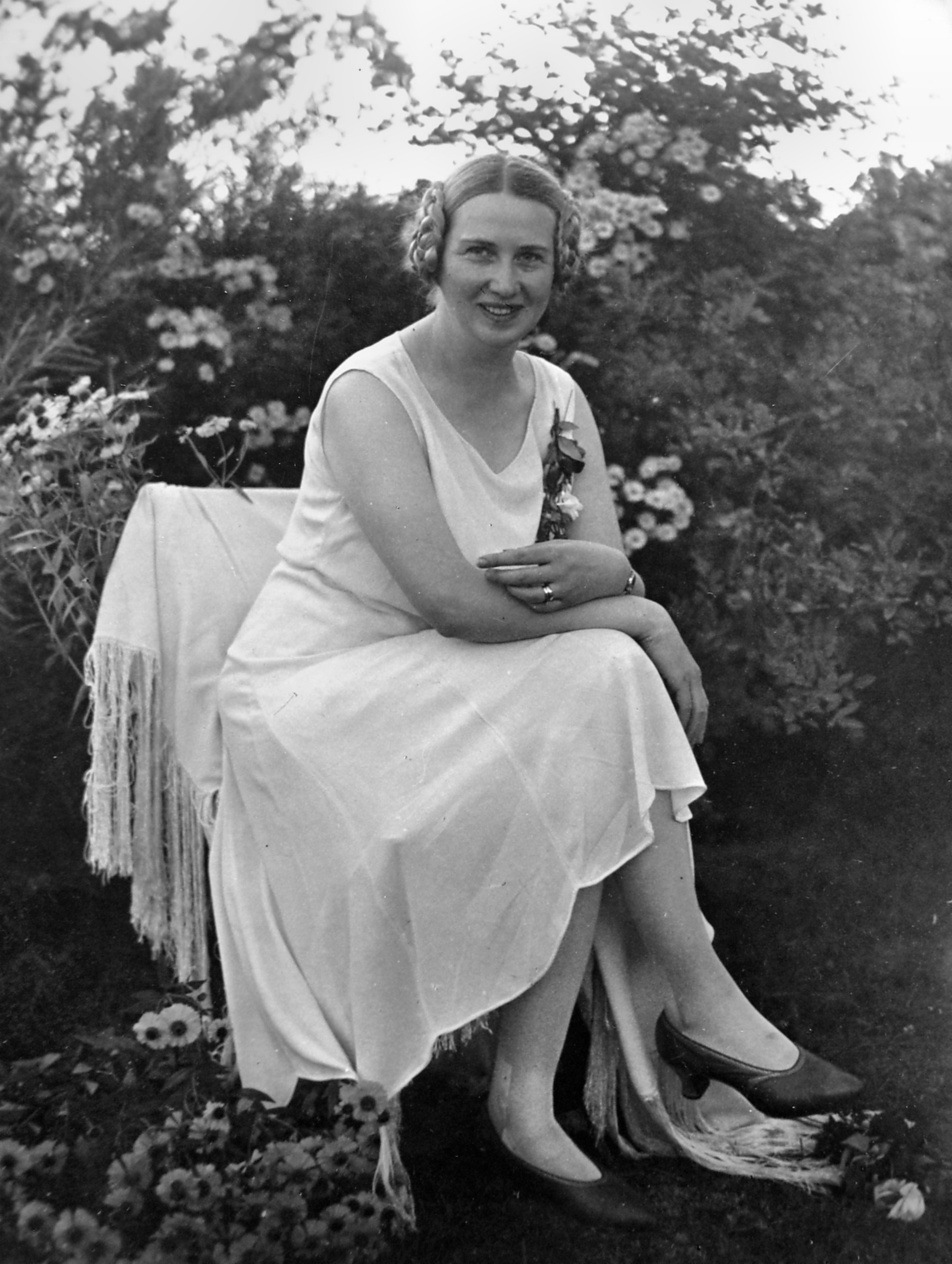
Maria Kohn, née Müller, 1929.
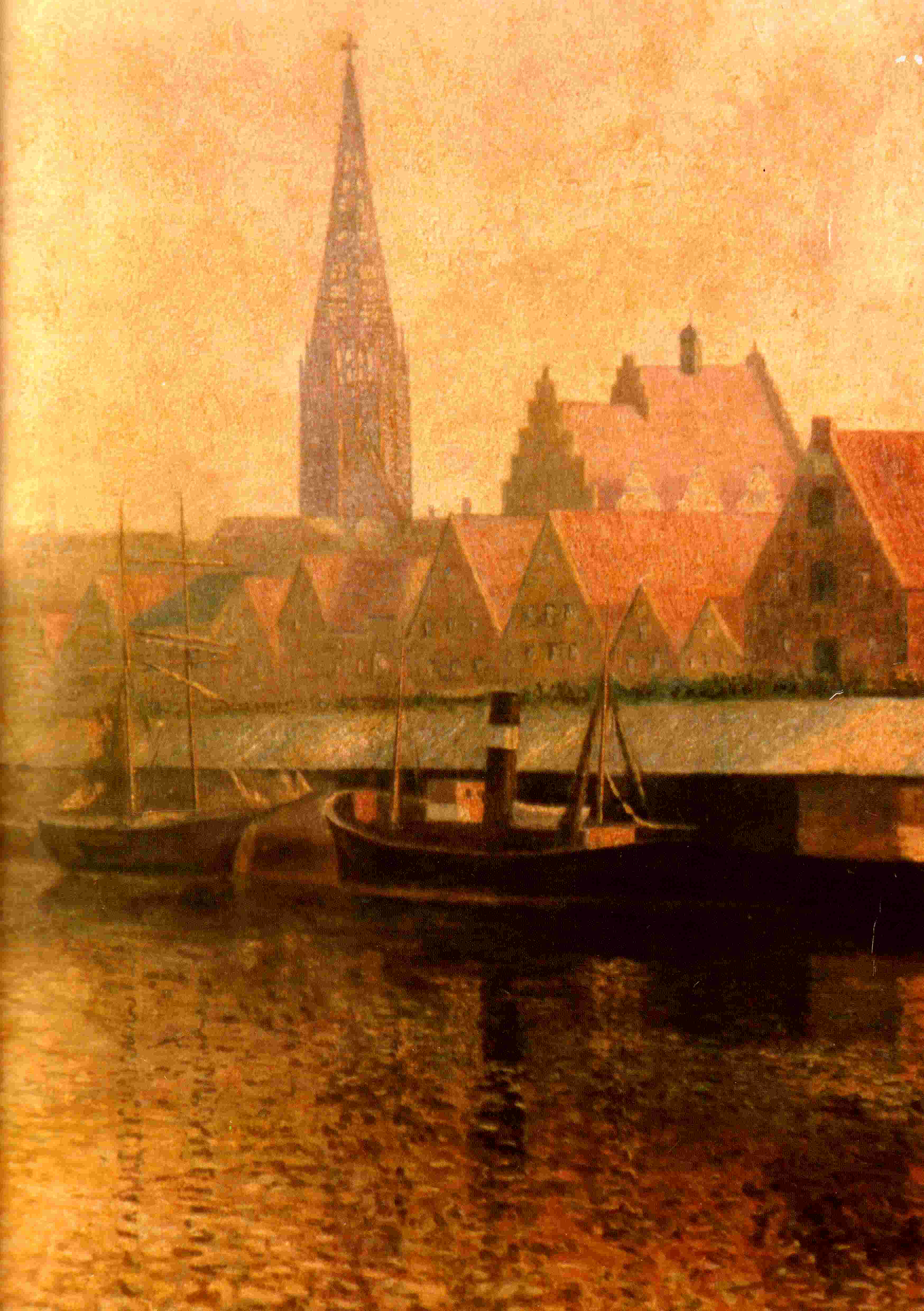
Vieux port avant 1914, Bremerhaven, tableau à l'huile, Hans Kohnert.
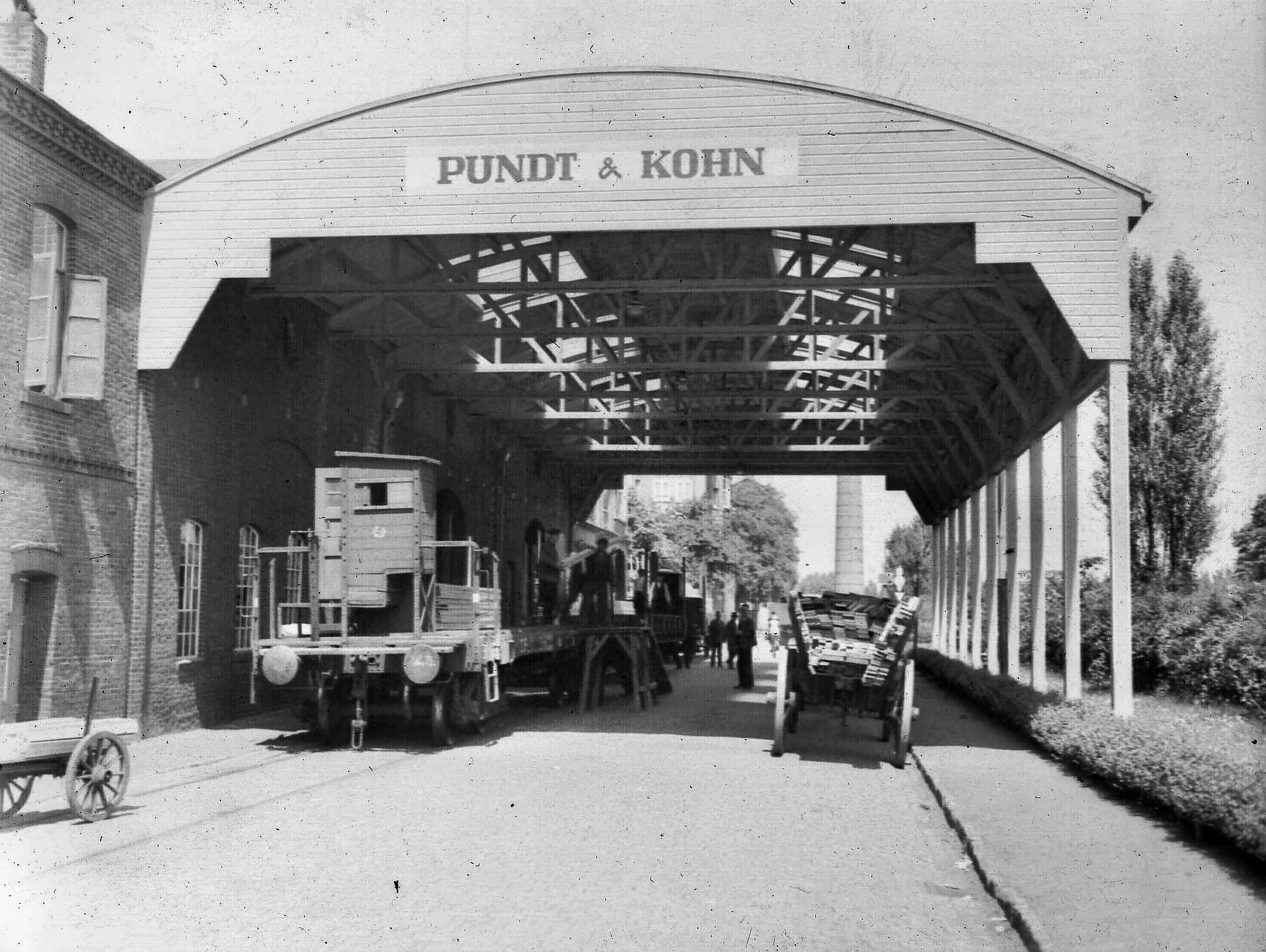
Pundt & Kohn, Importation et transformation du bois, Bremerhaven, 1936.
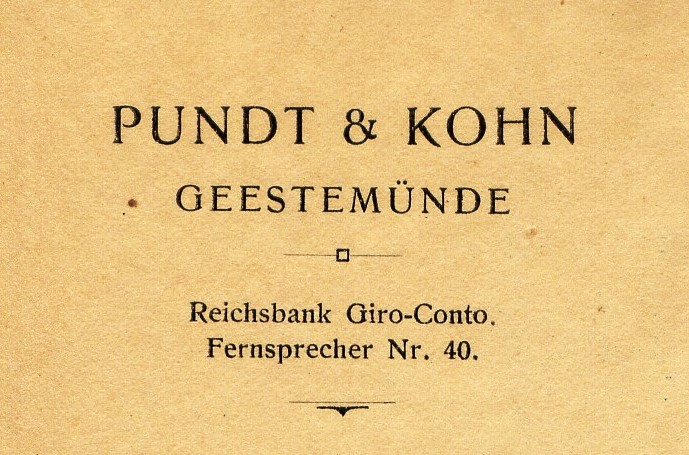
Papier à en-tête de la société Pundt & Kohn, années 1930.
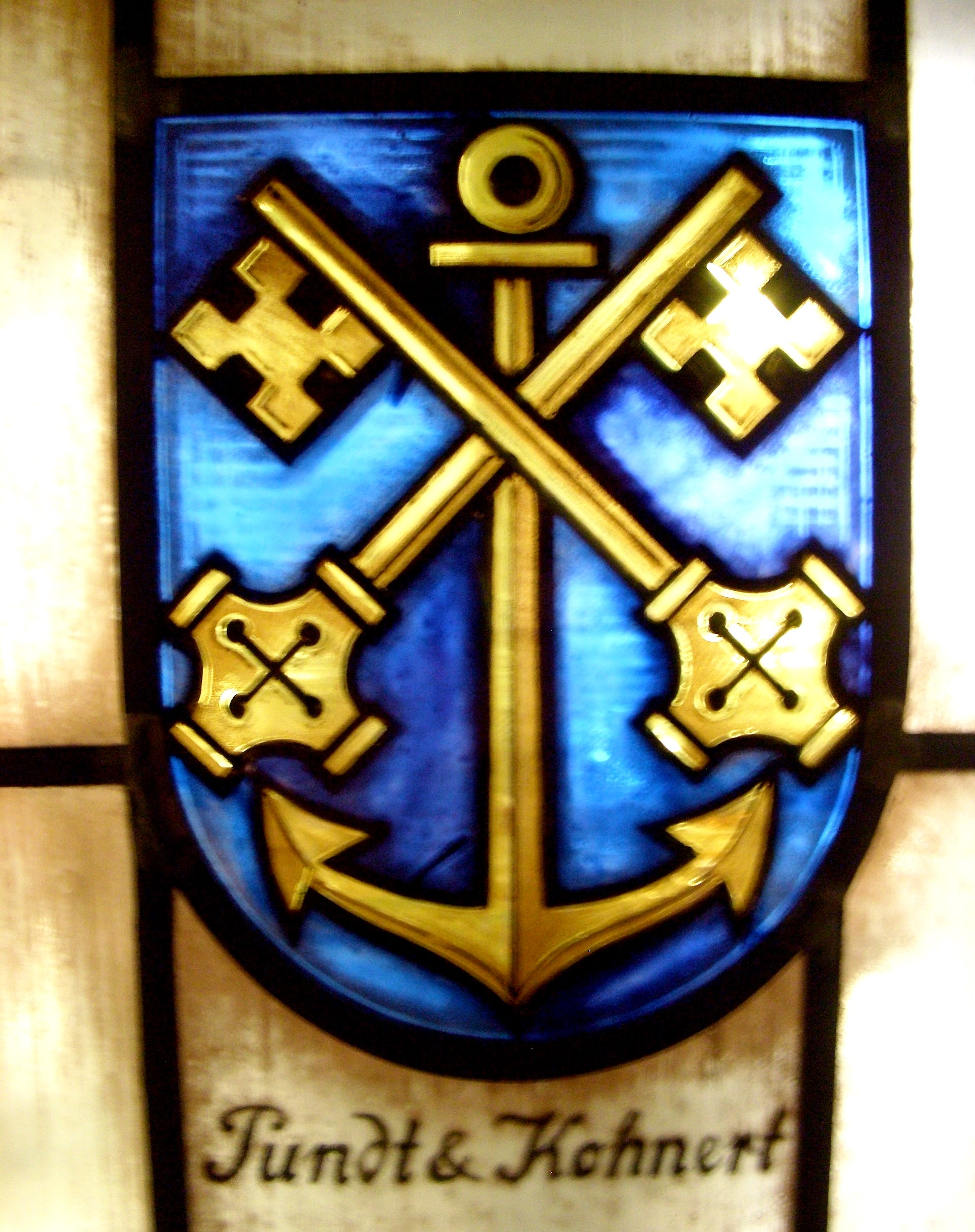
Vitre d'armoire (peinture sur verre) Pundt & Kohn, 1938.
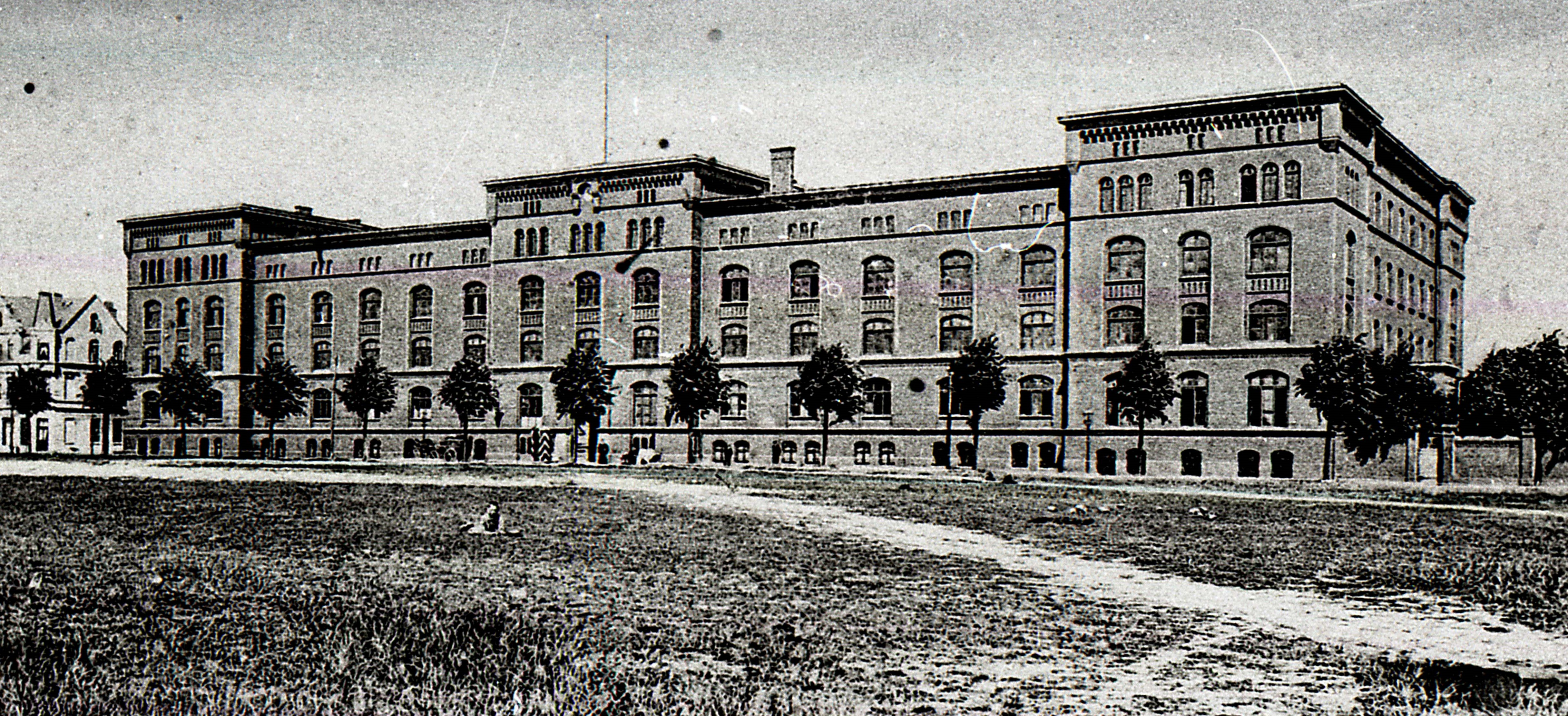
Caserne de la III. artillerie de marine, Bremerhaven-Lehe, environ 1900.
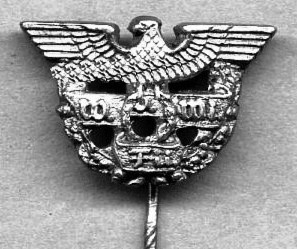
Wehrwirtschaftsführer, civil badge.
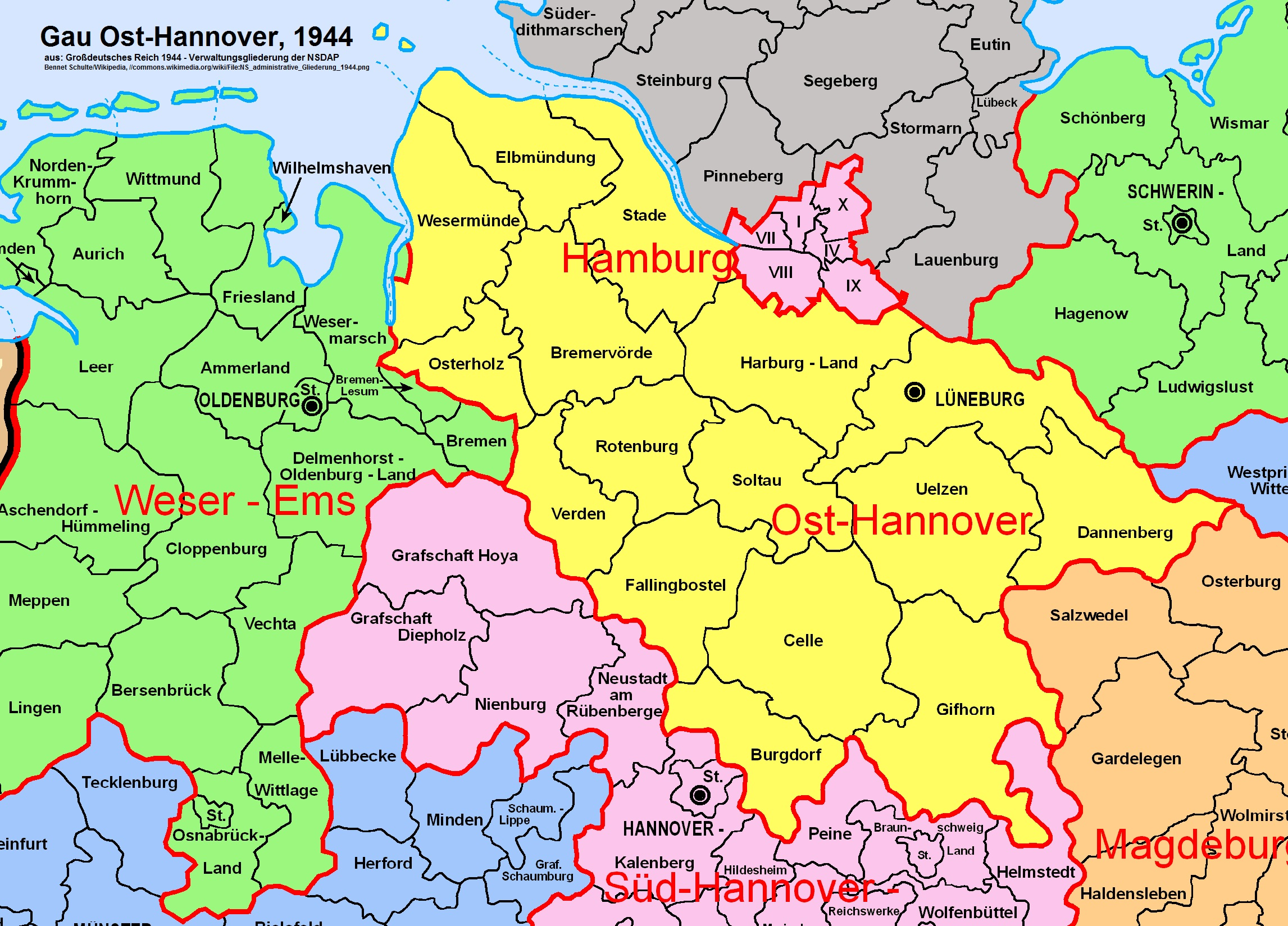
Carte du Gau (district administratif de nazisme) Hanovre-Est, 1944.
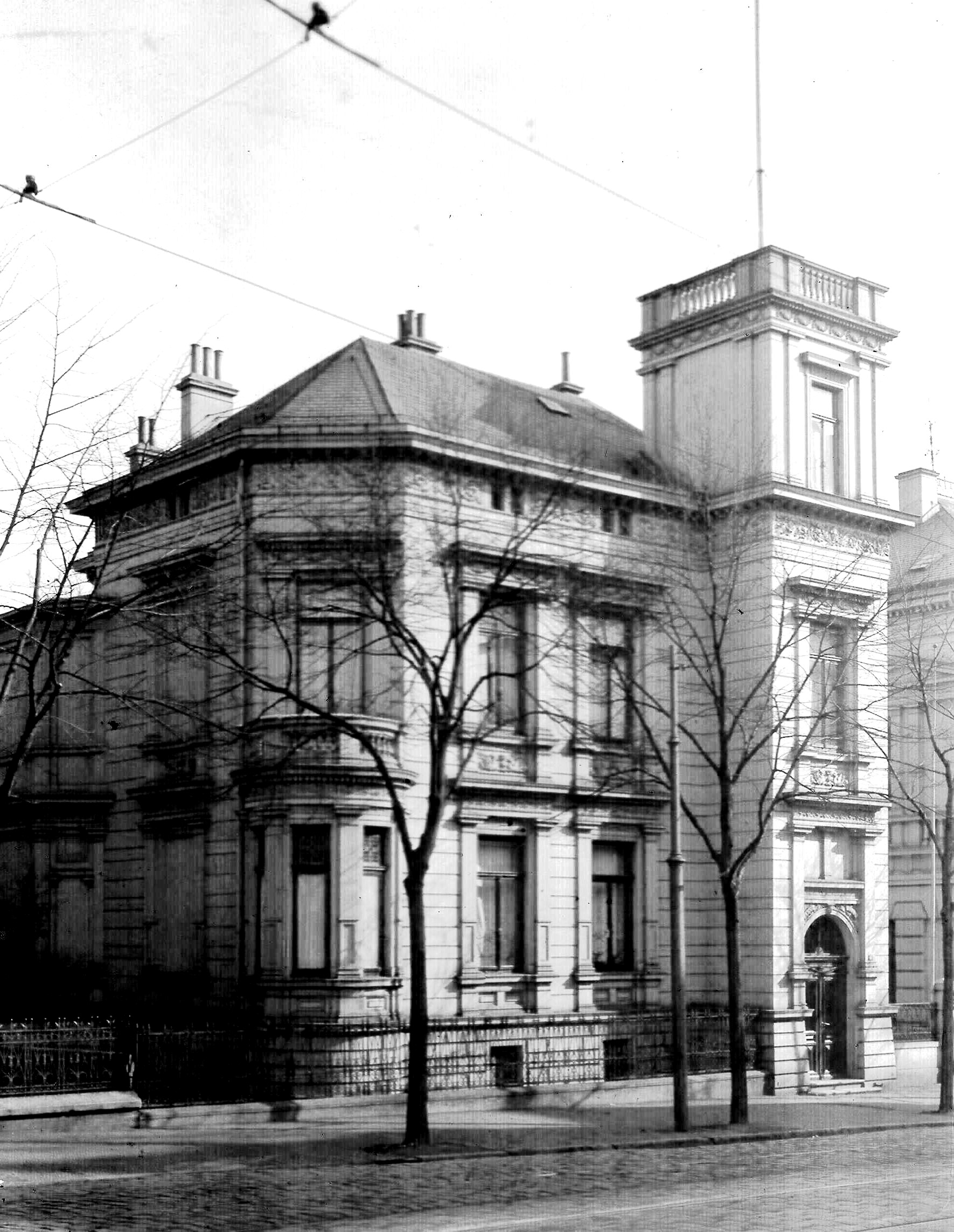
Résidence Villa Kohn, Borriestr. 6, Geestemünde, 1929, bombardée 1944.
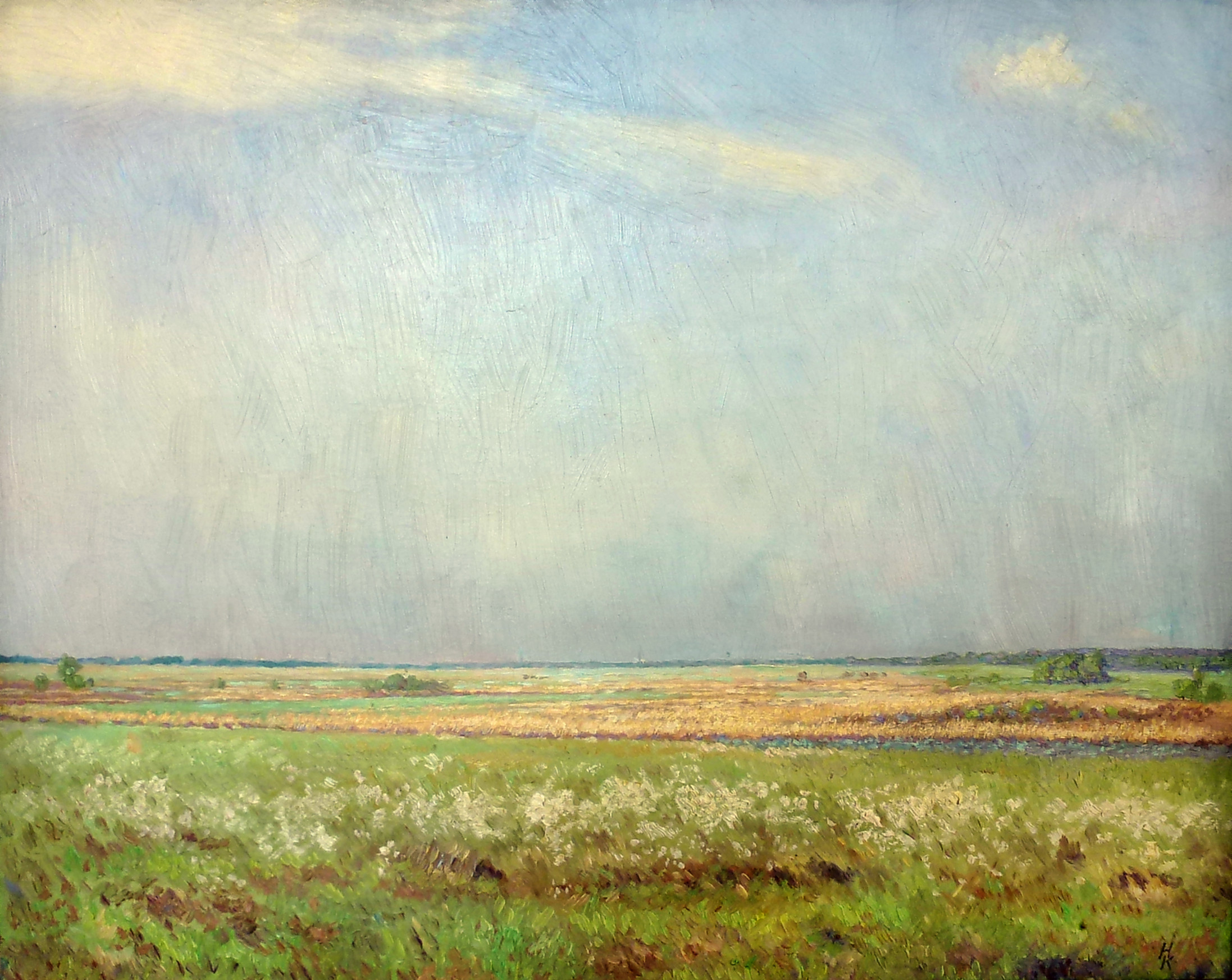
Paysage de nuages et le marais à Weddewarden; peinture à l'huile, Hans Kohnert.

### Peintures

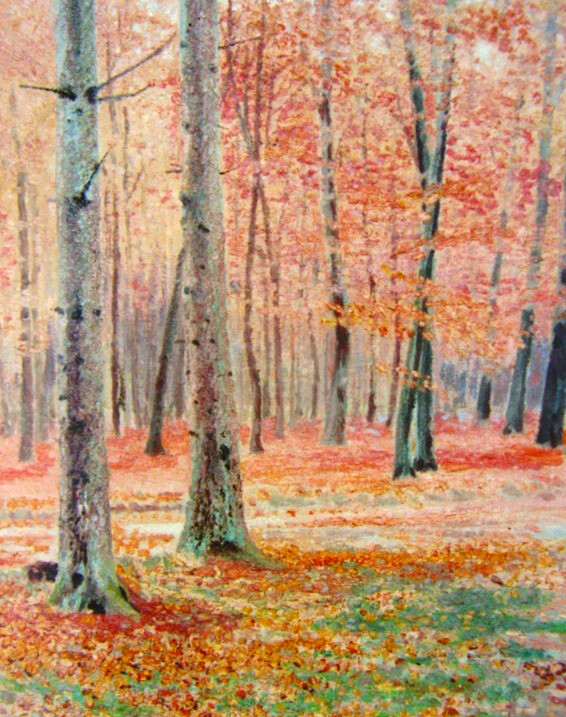
Forêt de hêtres d'automne (huile sur contreplaqué, 1921)
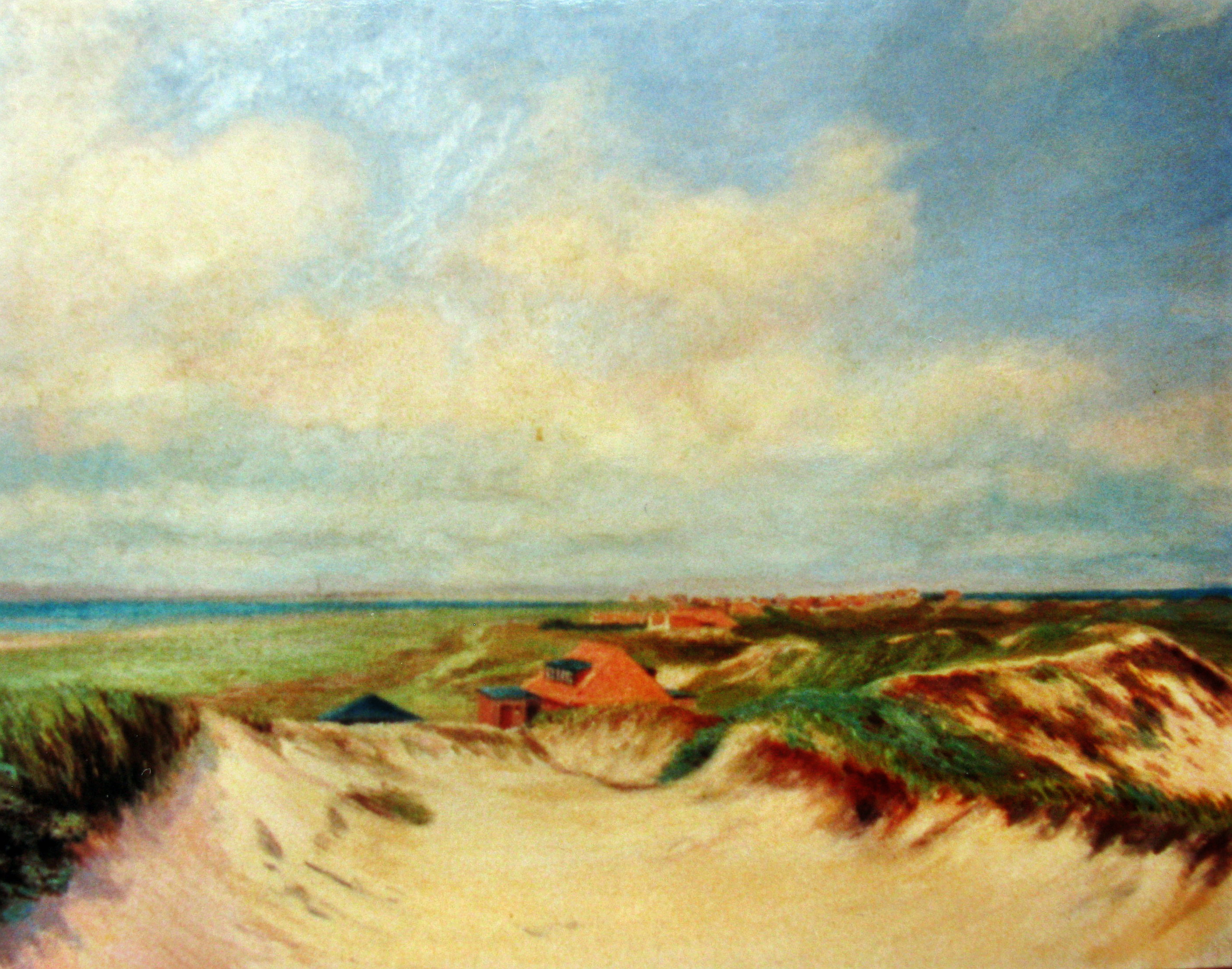
Dunes insulaires de Norderney (huile sur contreplaqué, 1923)
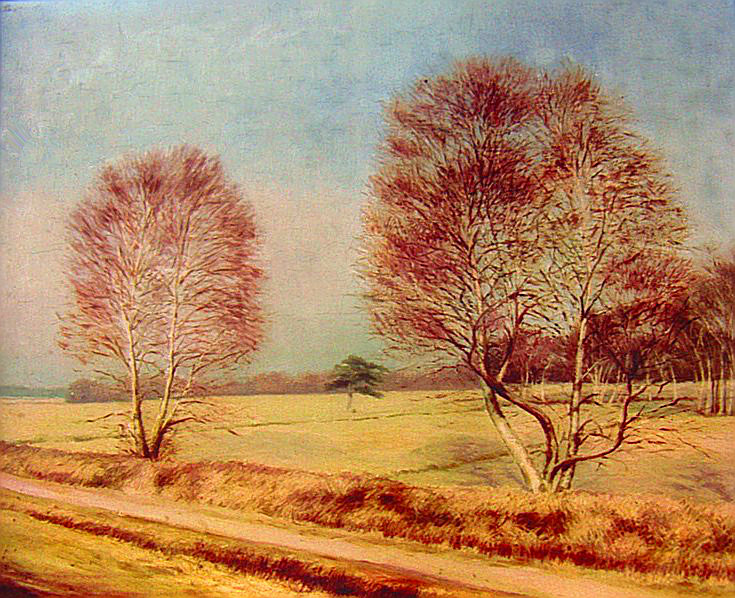
Paysage hivernal de bouleaux (huile sur contreplaqué, 1921)
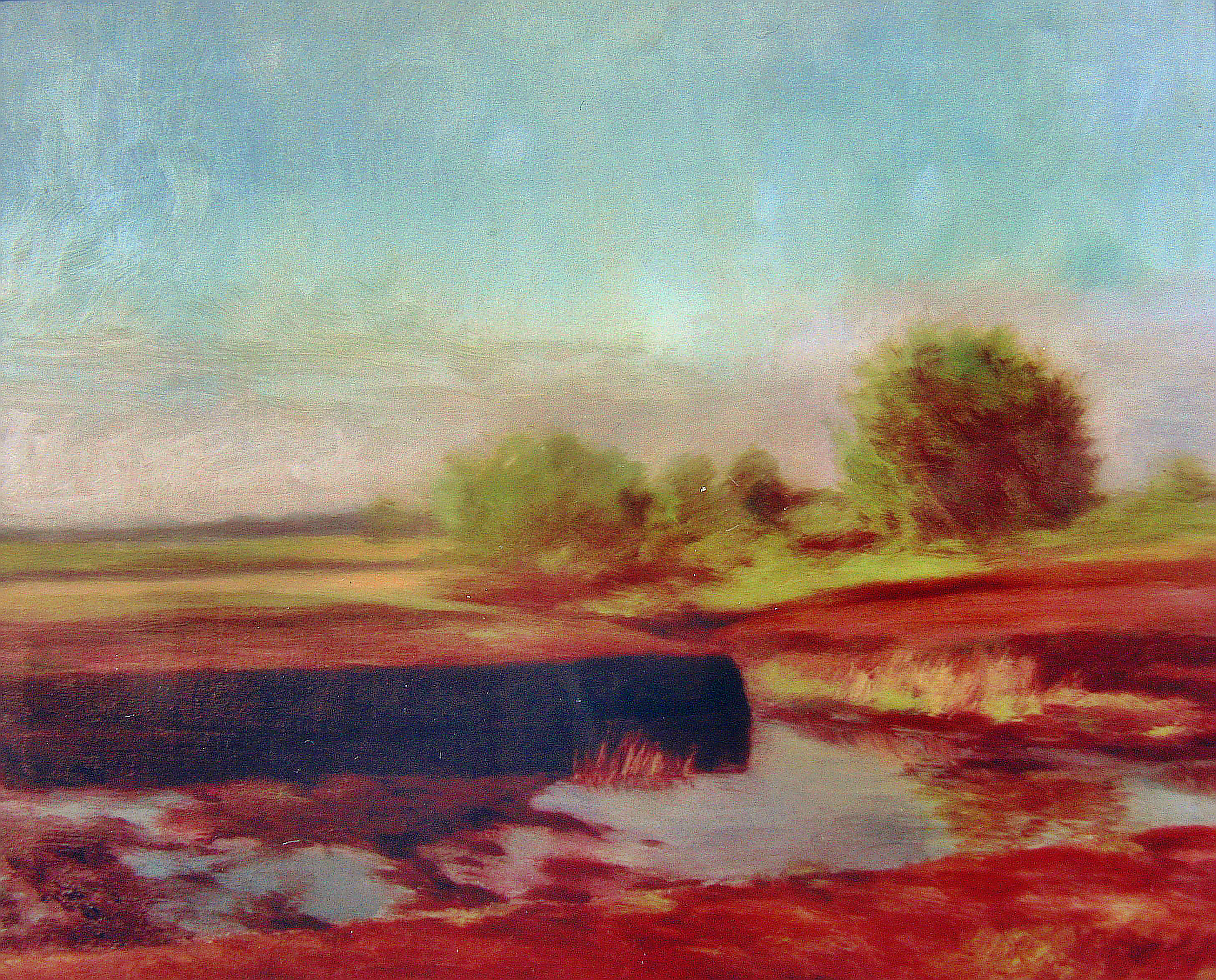
Coupe de tourbe (huile sur contreplaqué, 1921)
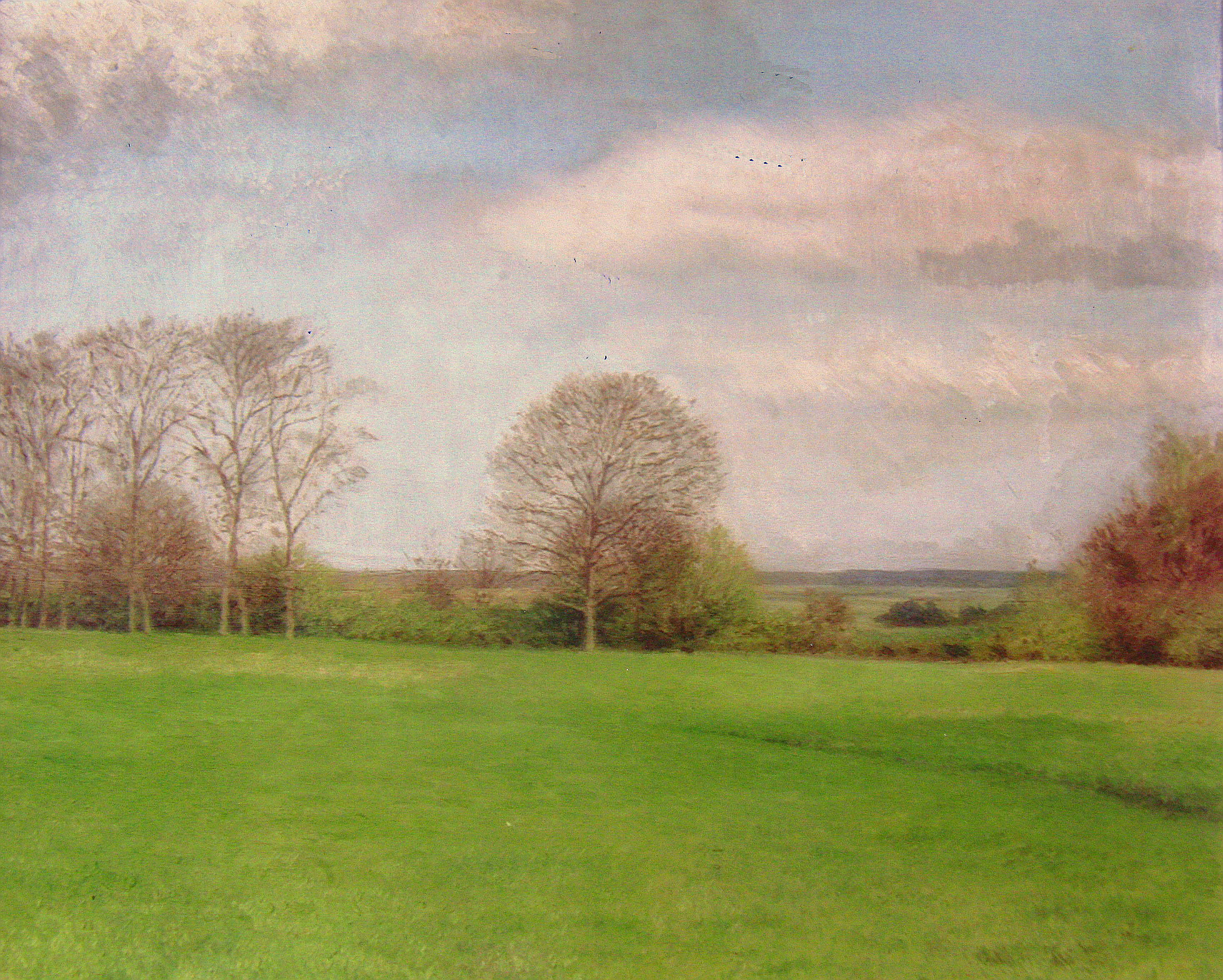
Paysage avec arbres et pâturage (huile sur contreplaqué, 1921)
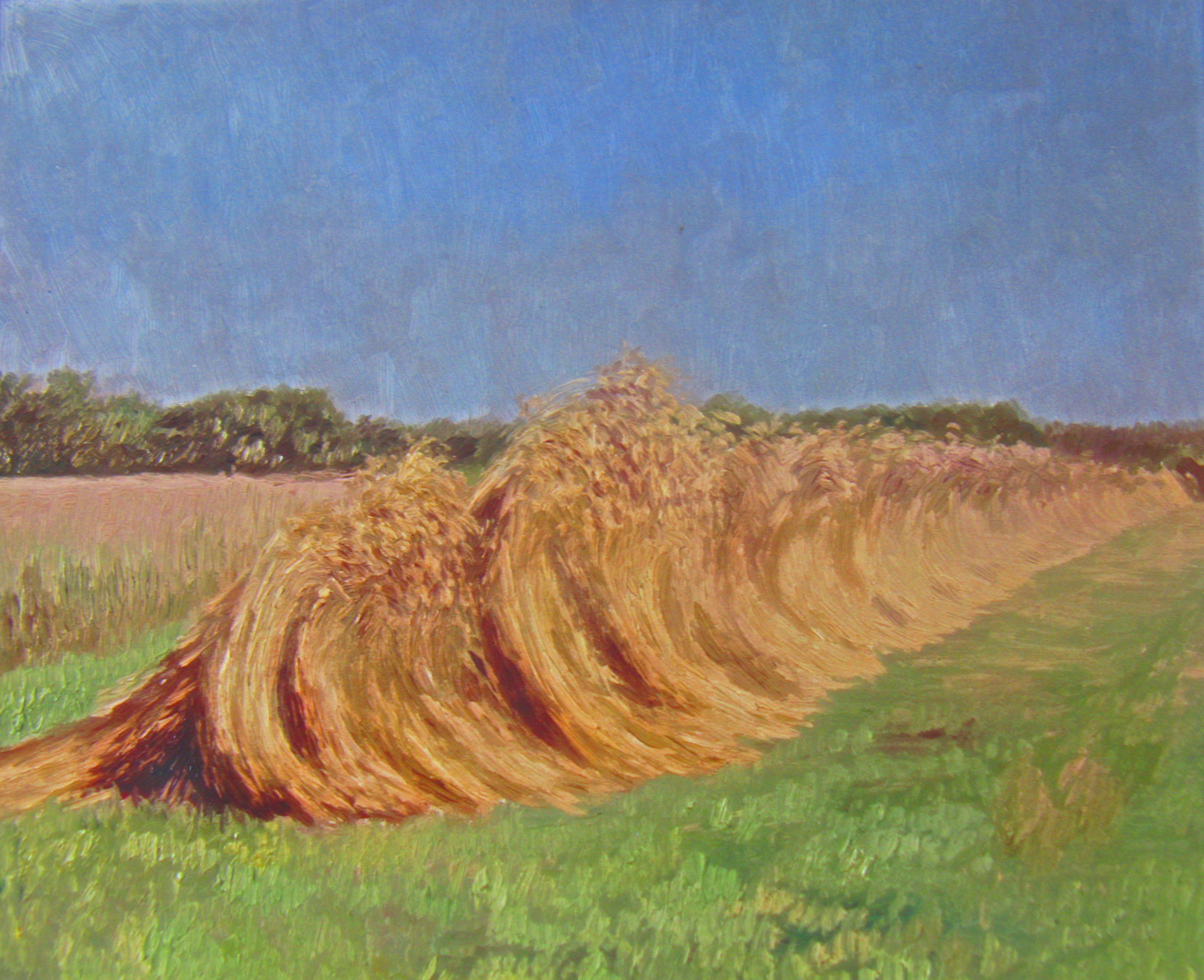
Récolte de seigle (huile sur contreplaqué, 1920)
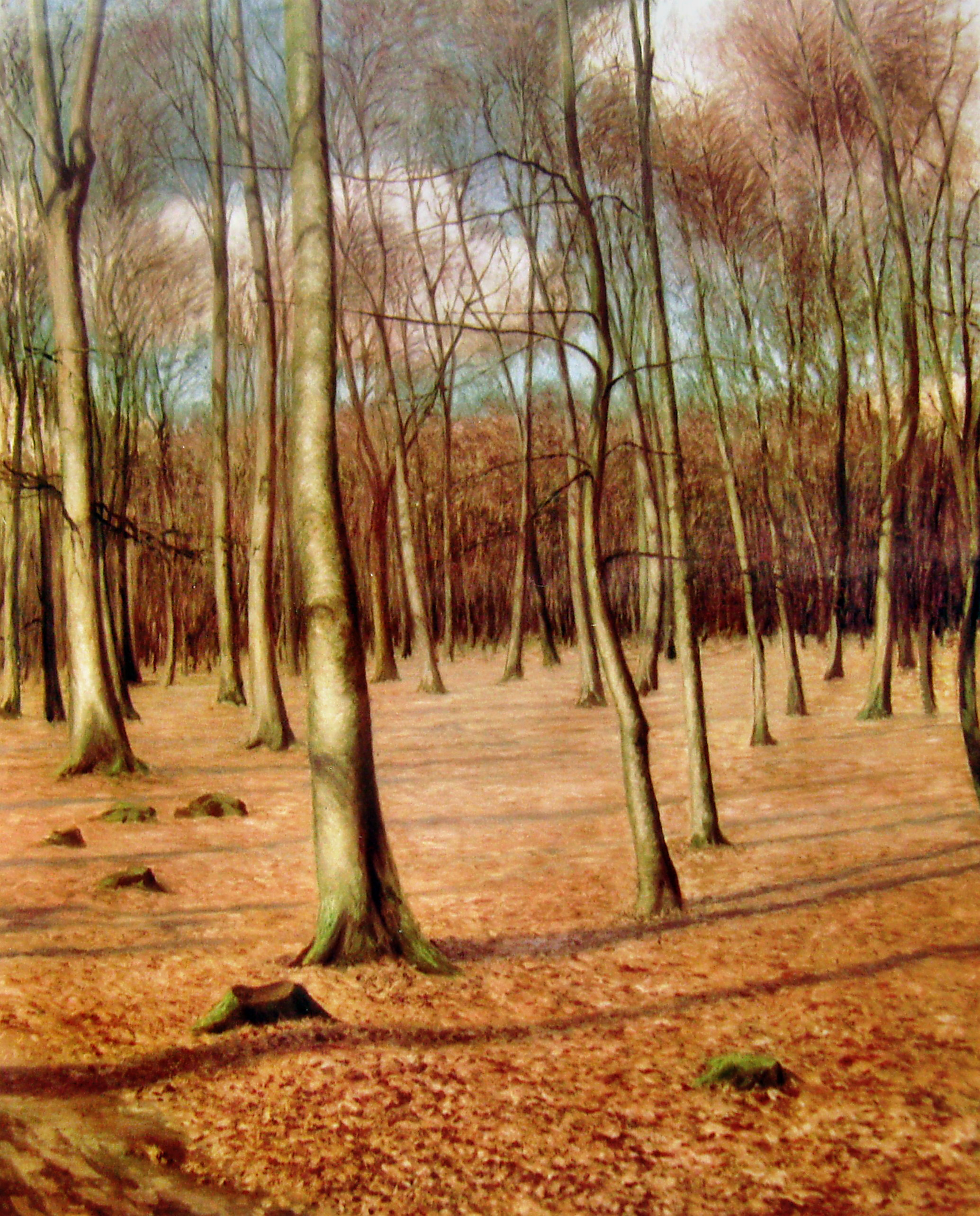
Forêt de hêtres hivernale (huile sur contreplaqué, 1920)
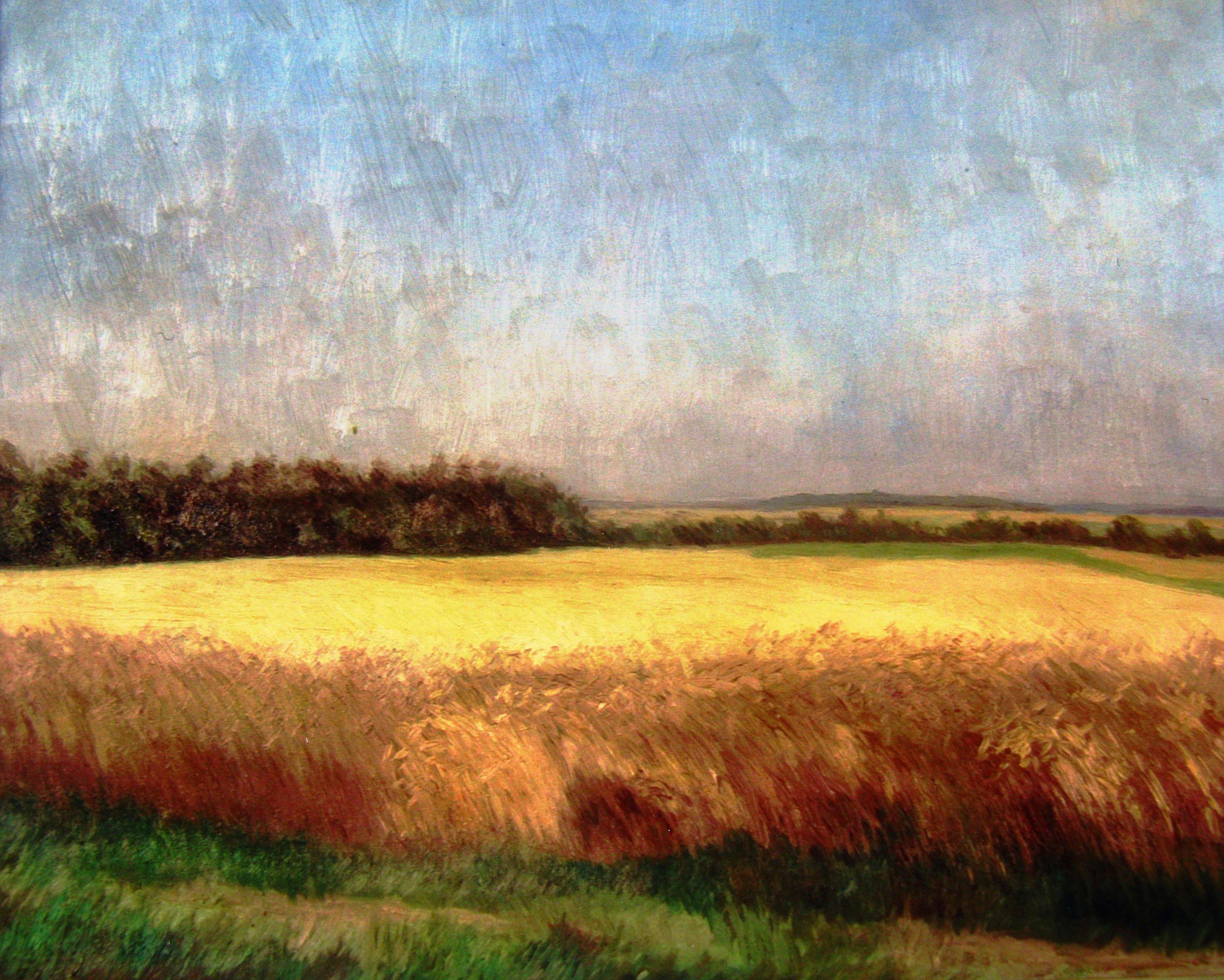
Champ de céréales (huile sur contreplaqué, 1921)
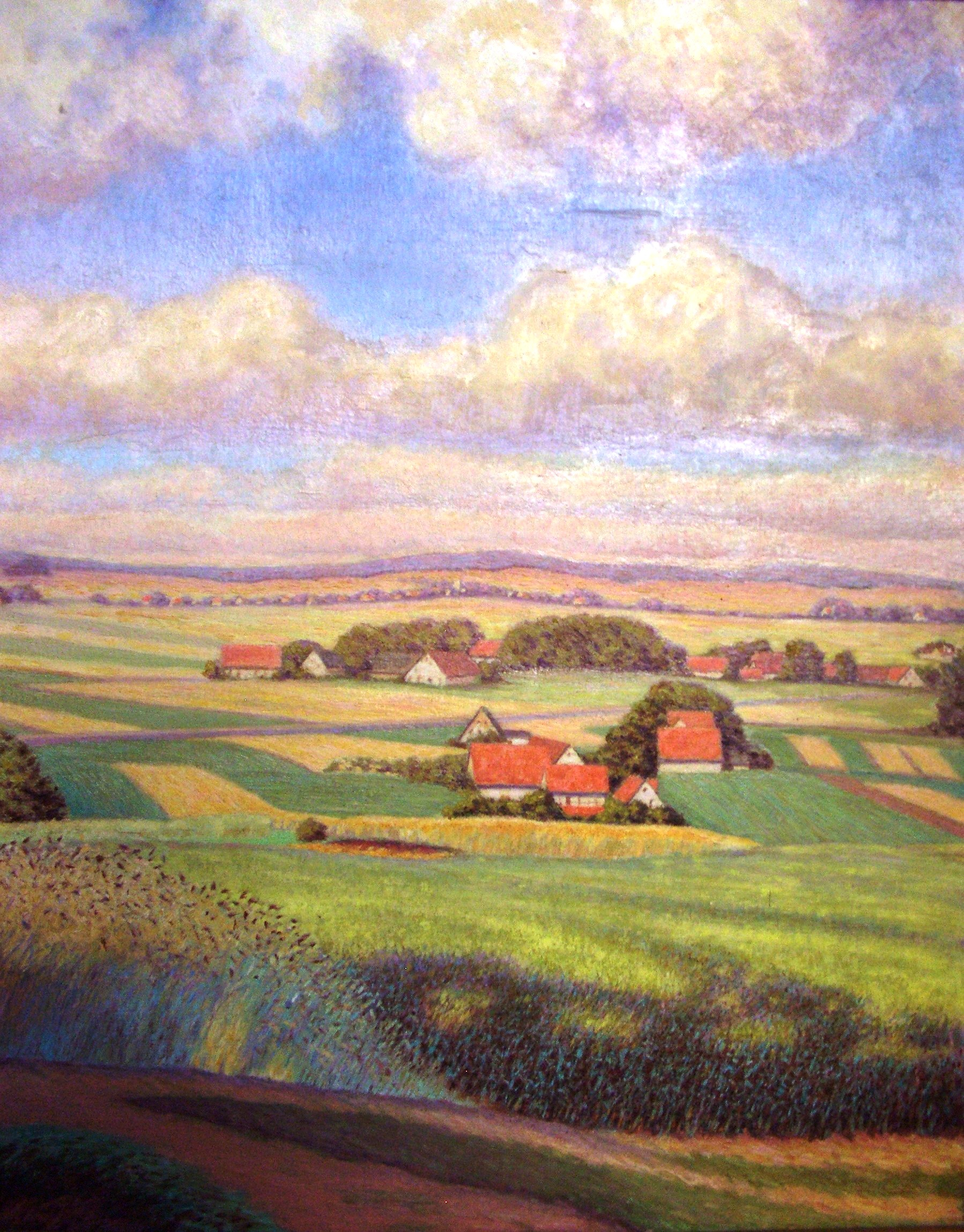
Village sous ciel d'été (huile sur contreplaqué, 1920)
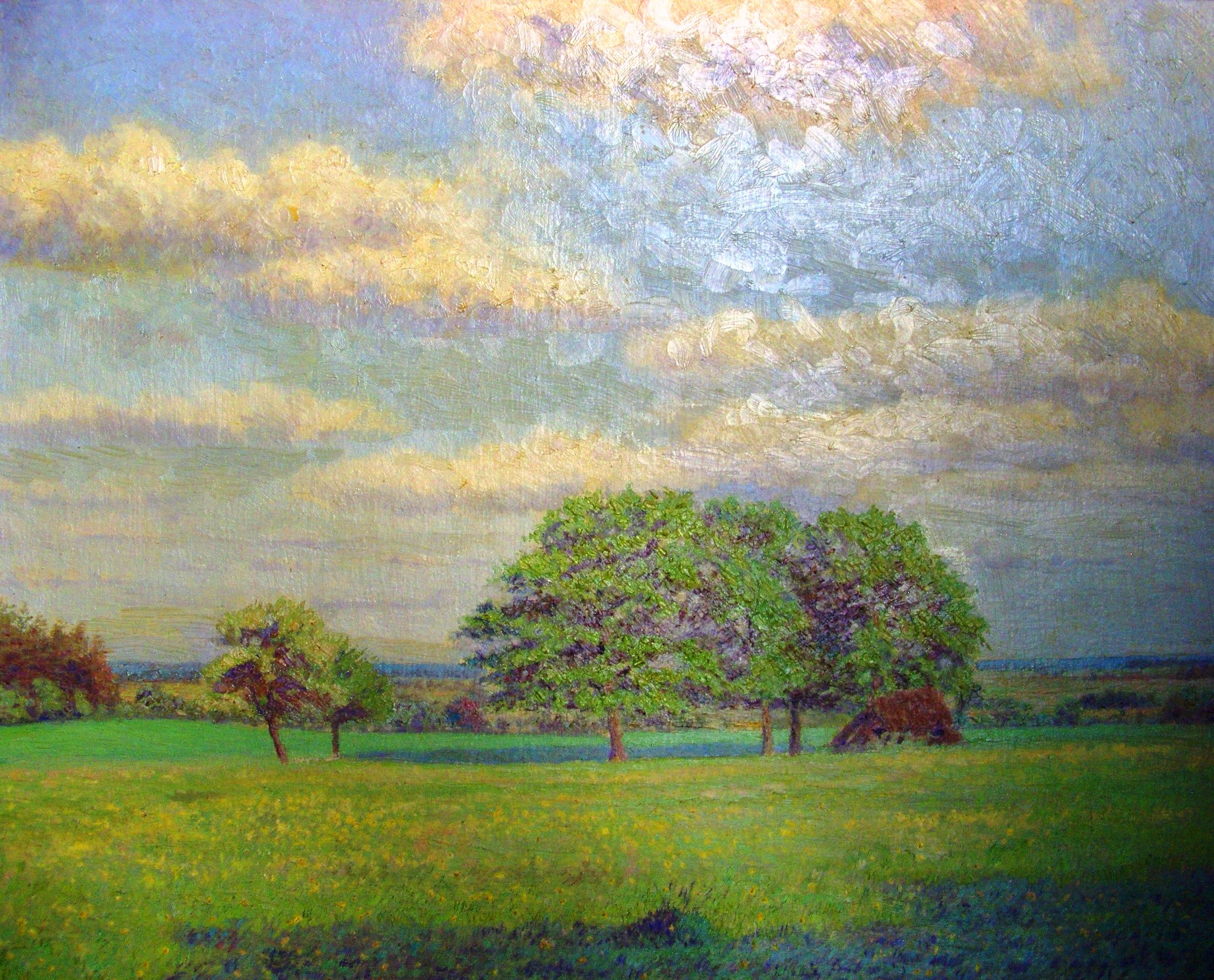
Prairie d'été en fleurs (huile sur contreplaqué, 1920)
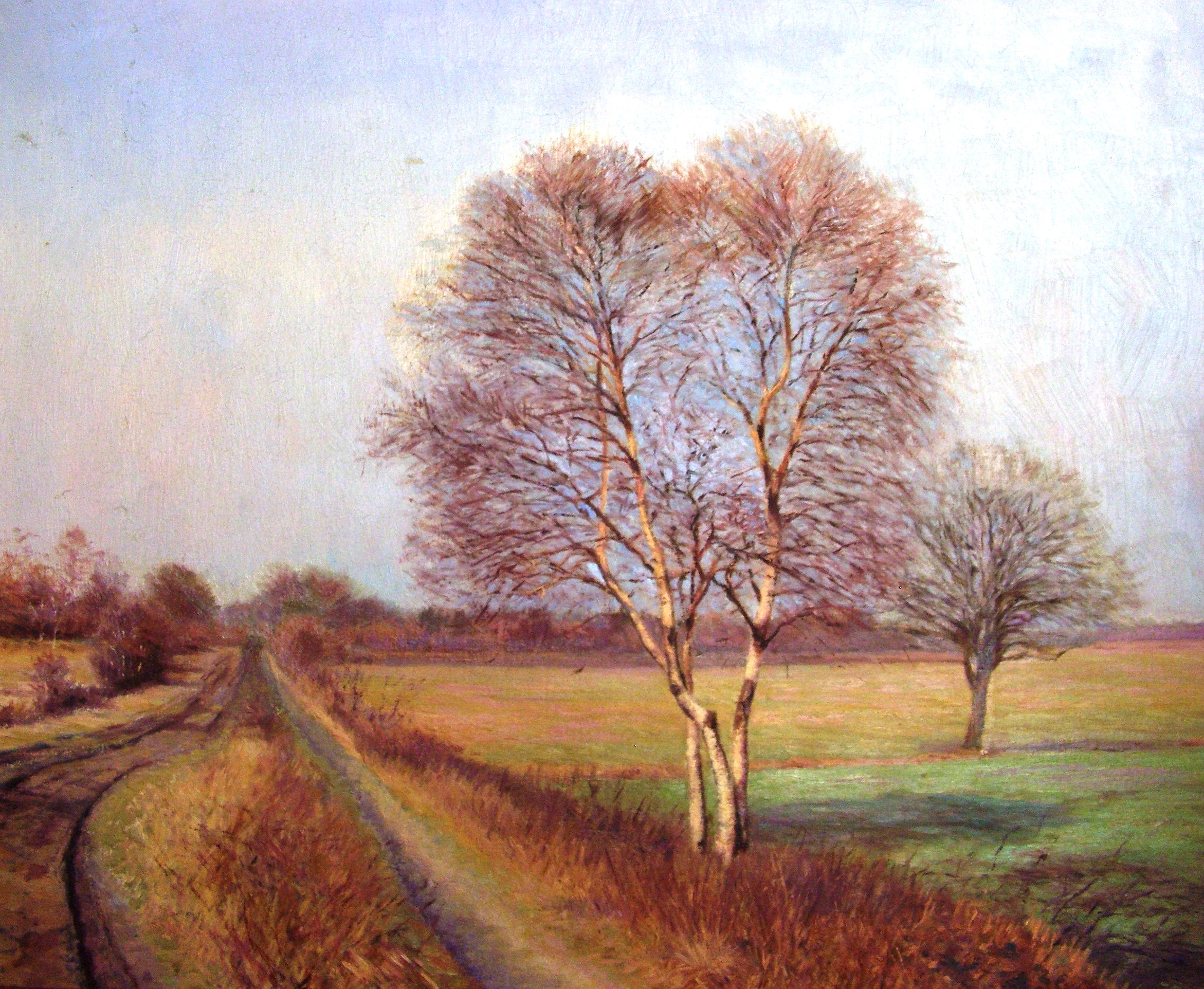
Piste de ferme et bouleau en automne (huile sur contreplaqué, 1920)
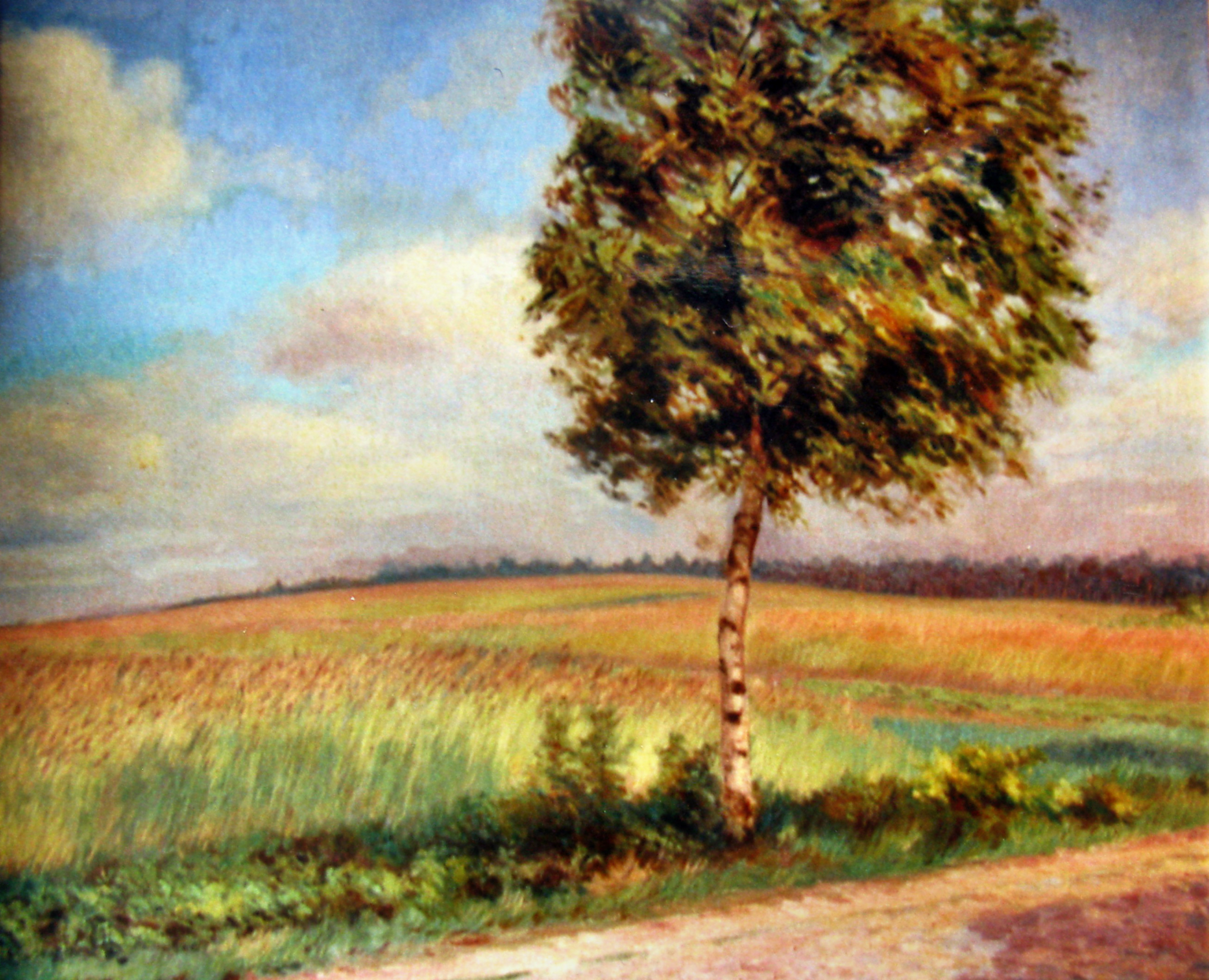
Bouleau, champ de maïs et ciel d'été (huile sur contreplaqué, 1920)